# Sekundærrute 507
De Sekundærrute 507 is een secundaire weg in Denemarken. De weg loopt van Blokhus via Tylstrup en Hjallerup naar Asaa. De Sekundærrute 507 loopt door Noord en Midden-Jutland en is ongeveer 74 kilometer lang.